# 11842 Кап'бос
11842 Кап'бос (11842 Kap'bos) — астероїд головного поясу, відкритий 22 січня 1987 року.
Тіссеранів параметр щодо Юпітера — 3,619.
Назва на честь Kap'bos — невеликого села за 20 км на схід від міста Антверпен (Бельгія). У 1936 році першовідкривач народився там.